# John Cornyn
John Cornyn III (født 2. februar 1952 i Houston) er en amerikansk republikansk politiker. Han er medlem af USA's senat valgt i Texas siden 2002.